# 宮崎亮 (ボクサー)
宮崎 亮（みやざき りょう、1988年8月20日 - ）は、日本のプロボクサー、スポーツインストラクター。群馬県太田市生まれ、大阪府堺市西区出身。浜寺中学卒業。
井岡ボクシングジム・プロフェッショナル→KWORLD3ボクシングジム（旧3150ファイトクラブ）所属。第32代日本ライトフライ級王者。第31代OPBF東洋太平洋ライトフライ級王者。元WBA世界ミニマム級王者。興國高等学校卒業。
同じ井岡ジムに所属していた井岡一翔とは高校の同期。担当トレーナーは一翔の父である井岡一法。

## 来歴
15歳で井岡ジムに入門し、アマチュアボクシングでは高校2年時の2005年にインターハイでフライ級優勝などの実績を残した。
高校3年時の2006年12月24日、アゼリア大正でプロデビュー。フライ級4回戦に2回KO勝ちを収めた。この後、兵庫・大阪での3試合に出場し2勝 (1KO) 1分となった。
2007年10月14日、大阪府立体育会館第2競技場で所属ジム会長の井岡弘樹が初主催した第1回チャンピオンズヒートのメインイベントとして橋本泰治（尼崎）と51.8kg契約8回戦を行い、3-0の判定勝利を収めた。その後、大阪での2試合に出場1勝 (1KO) 1分となった。
2008年6月22日、大阪府立体育会館第2競技場で第3回チャンピオンズヒートのメインイベントとしてタイ王国ミニマム級王者ガオフラチャーン・シッサイトーンと49.4kg契約10回戦を行い、3-0の判定勝ちを収めた。久高寛之らとスパーリングをして臨んだこの試合後、OPBF東洋太平洋及び日本ランキングにランク入りを果たした。
2008年11月24日、大阪府立体育会館第2競技場でOPBF東洋太平洋ミニマム級12位・日本ライトフライ級11位として山田卓哉（真正）と50.0kg契約10回戦を行い、9回3-0（90-80、90-82、87-84）の負傷判定勝ちを収めた。
2009年4月12日、大阪府立体育会館第1競技場でOPBF東洋太平洋ミニマム級14位・日本ライトフライ級9位として楠浩明（グリーンツダ）とフライ級8回戦を行い、初回2分57秒TKO勝利を収めた。
2009年7月22日、自身初の後楽園ホールでOPBF東洋太平洋ミニマム級12位・日本ライトフライ級9位として齋藤伸之助（白井・具志堅）とライトフライ級8回戦を行い、初回34秒TKO勝ちを収めた。宮崎はこの試合に対し、東日本ボクシング協会の平成21年7月度月間敢闘賞を受けた。
2009年10月12日、後楽園ホールでWBA9位・WBC9位の日本ライトフライ級王者嘉陽宗嗣（白井・具志堅）に日本同級6位として挑戦。10回1分13秒3-0（97-94、98-94、99-94）の負傷判定勝ちを収めで王座獲得に成功し、井岡ジム開設8年目にして初の王者となった。
2010年2月21日、日本ライトフライ級1位の滝澤卓を迎えて松下IMPホールで対戦し開始34秒にダウンを奪い、3回にダウンを奪われる展開の中、3回に偶然のバッティングでカットした滝澤の左側頭部からの出血がひどくなって、4回55秒に試合が止められ、負傷引き分けたが日本ライトフライ級王座の初防衛に成功した。
2010年6月14日、後楽園ホールでWBA12位・WBC8位のOPBF東洋太平洋ライトフライ級王者家住勝彦（レイスポーツ）にWBA9位・WBC9位として挑戦。自身の日本王座は懸けずに対戦し、8回2分41秒TKO勝ちを収め王座獲得に成功した。宮崎はこの試合に対し、東日本ボクシング協会の平成22年6月度月間最優秀選手賞を受けた。
2010年8月20日付で日本王座を返上した。
2010年10月21日、神戸文化ホールにてOPBF東洋太平洋ライトフライ級12位の戎岡淳一（明石）と対戦し、試合は挑戦者を一方的なペースで支配していたが9回に相手のパンチで右目上をカットしたもののそこから陣営の指示に従い、左を基調としたボクシングで立て直し11回に左ボディーで効かせた後すぐに左フックを当てたところで試合が終了11回TKO勝ちを収めOPBF王座の初防衛に成功した、またスコアシートでは9回以外はすべて王者がポイントをとっていた。
2011年6月12日、大阪市のIMPホールで、OPBF東洋太平洋ライトフライ級15位のドニー・マバオ（フィリピン）と対戦、多彩なパンチで相手を圧倒し大差判定勝ちを収めOPBF王座の2度目の防衛に成功した。
2011年10月2日、OPBF東洋太平洋ライトフライ級1位のヘルソン・マンシオ（フィリピン）と指名試合を行い、試合は序盤から挑戦者を速い動きで翻弄し4回開始早々右ストレートを叩き込んで相手をマットに沈め4回26秒KO勝ちを収め3度目の防衛に成功した。試合後はテレビインタビュー中にうれし泣きをし勝利を喜んだ。
2011年12月31日、僚友井岡一翔の世界戦の前座で登場、キャンベット・シッブーベット（タイ）とライトフライ級契約8回戦を行い、3回TKO勝ちを収めた。
2012年6月20日、大阪府立体育会館でOPBF東洋太平洋ライトフライ級13位のマイケル・ランデロ（フィリピン）と試合を行いKOは出来なかったものの3－0の大差判定勝ちを収め、自身の無敗記録を20に伸ばした。
2012年12月31日、大阪府立体育会館にて元WBA世界ミニマム級王者でWBA世界ミニマム級4位のポンサワン・ポープラムック（タイ）とWBA世界ミニマム級王座決定戦を行い、12回2-1（113-114、116-112、116-111）の判定勝ちを収め、悲願の世界王座獲得に成功した。
2013年5月8日、大阪府立体育会館にてWBA世界ミニマム級7位のカルロス・ベラルデ（メキシコ）と対戦し、5回2分22秒TKO勝ちを収め初防衛に成功した。入場曲は角田信朗の『よっしゃあ漢唄』で、初防衛戦では角田が生歌唱した。
2013年9月11日、大阪府立体育会館でWBA世界ミニマム級暫定王者でWBA世界ミニマム級1位のヘスス・シルベストレ（メキシコ）と団体内王座統一戦を行う。試合前会長である井岡一法氏がこの試合をクリアしたら100万円のボーナスを支給すると明言した。試合は12回2-0（114-114、115-114、115-113）の僅差判定勝ちを収め王座統一に成功した（記録上は2度目の防衛）。試合後、「もうミニマム級には悔いはない」と話し、ライトフライ級転向を表明した。
その後、2013年12月にWBA世界ミニマム級王座を返上した。
2013年12月31日、大阪府立体育会館にてIBF世界ライトフライ級6位で元IBF世界ミニマム級王者ファーラン・サックリンの息子ファーラン・サックリン・ジュニア（タイ）とノンタイトル10回戦を行うが、減量に苦しみ前日計量時自力で歩くこともできず、試合当日は出場したが3回2分22秒KO敗けでプロ初黒星を喫した。
2014年9月16日、後楽園ホールにてインドネシア・ライトフライ級4位のイカル・トビダ（インドネシア）と対戦し、5回1分9秒KO勝ちを収め再起に成功した。
2014年12月31日 大阪府立体育会館にてカジョンサック・ナッタポンジム（タイ）と世界前哨戦8回戦を行い、3回2分TKO勝ちを収めた。
2015年4月22日、大阪府立体育会館にてナムポン・シッサイトーン（タイ）とフライ級8回戦を行い、4回1分22秒KO勝ちを収めた。
2015年12月31日、大阪府立体育会館にてトンチャイレック・チャイヨンジムとライトフライ級8回戦を行い、3回2分19秒KO勝ちを収めた。
2016年8月31日、大田区総合体育館でWBA世界ライトフライ級王者田口良一と対戦し、12回0-3（112-116、111-117、109-119）の判定負けを喫し2階級制覇に失敗した。この試合の後、ボクサーライセンスを更新することはなかった。
2017年8月15日付で、日本ボクシングコミッション（JBC）に対して引退届を提出した。
2017年9月に免許停止中に乗用車を運転し、公務執行妨害の疑いで逮捕され、2018年5月に懲役1年、執行猶予3年の有罪判決を受けた。執行猶予が終了した2021年5月に、JBCに対してライセンスの再発行の審査を要請、JBCは同年7月6日付けで3150ファイトクラブ所属になることを発表した。12月に5年4ヶ月ぶりとなる復帰戦を行いTKO勝利。
2022年8月14日、エディオンアリーナ大阪でWBC世界ライトフライ級8位のアサエル・ビリャルと対戦し、1回2分43秒TKO負けを喫した。
2023年4月1日、エディオンアリーナ大阪にて行われた「3150FIGHT SURVIVAL Vol.4」で中村祐斗と対戦し、4回3分7秒TKO負けを喫した。この試合後、「もう35歳だし、家族もいるので将来のことを真剣に考えねばならない」と引退を決意した。

## 戦績
- アマチュアボクシング：34戦30勝 (21KO・RSC) 4敗
- プロボクシング：34戦26勝 (16KO) 4敗4分

| 戦           | 日付           | 勝敗 | 時間     | 内容        | 対戦相手                           | 国籍         | 備考                                       |
| ------------ | -------------- | ---- | -------- | ----------- | ---------------------------------- | ------------ | ------------------------------------------ |
| 1            | 2006年12月24日 | ☆    | 2R 1:50  | KO          | ダオトン・ティーラサックジム       | タイ         | プロデビュー戦                             |
| 2            | 2007年2月12日  | ☆    | 1R 2:19  | TKO         | スアンルアン・ソータナピニョ       | タイ         |                                            |
| 3            | 2007年4月29日  | ☆    | 6R       | 判定3-0     | 須田康博 （八尾）                  | 日本         |                                            |
| 4            | 2007年6月24日  | △    | 3R 0:20  | 負傷        | 木戸敏彦 （明石）                  | 日本         |                                            |
| 5            | 2007年10月14日 | ☆    | 8R       | 判定3-0     | 橋本泰治 （尼崎）                  | 日本         |                                            |
| 6            | 2008年1月5日   | ☆    | 2R 1:40  | KO          | タミンカーオ・ソー・ターンティップ | タイ         |                                            |
| 7            | 2008年2月29日  | △    | 3R 2:06  | 負傷        | 赤木啓祐 （倉敷守安）              | 日本         |                                            |
| 8            | 2008年6月22日  | ☆    | 10R      | 判定3-0     | ガオフラチャーン・チュワタナ       | タイ         |                                            |
| 9            | 2008年11月24日 | ☆    | 9R 0:51  | 負傷判定3-0 | 山田卓哉 （真正）                  | 日本         |                                            |
| 10           | 2009年4月12日  | ☆    | 1R 2:57  | TKO         | 楠浩明 （グリーンツダ）            | 日本         |                                            |
| 11           | 2009年7月22日  | ☆    | 1R 0:34  | TKO         | 齋藤伸之助 （白井・具志堅）        | 日本         |                                            |
| 12           | 2009年10月12日 | ☆    | 10R 1:03 | 負傷判定3-0 | 嘉陽宗嗣 （白井・具志堅）          | 日本         | 日本ライトフライ級タイトルマッチ           |
| 13           | 2010年2月21日  | △    | 4R 0:55  | 負傷        | 滝澤卓 （タキザワ）                | 日本         | 日本王座防衛1→返上                         |
| 14           | 2010年6月14日  | ☆    | 8R 2:41  | TKO         | 家住勝彦 （レイ・スポーツ）        | 日本         | OPBF東洋太平洋ライトフライ級タイトルマッチ |
| 15           | 2010年10月21日 | ☆    | 11R 2:37 | TKO         | 戎岡淳一 （明石）                  | 日本         | OPBF防衛1                                  |
| 16           | 2011年2月11日  | ☆    | 5R 1:35  | KO          | ルークラック・キャットマンミー     | タイ         |                                            |
| 17           | 2011年6月12日  | ☆    | 12R      | 判定3-0     | ドニー・マバオ                     | フィリピン   | OPBF防衛2                                  |
| 18           | 2011年10月2日  | ☆    | 4R 0:26  | KO          | ヘルソン・マンシオ                 | フィリピン   | OPBF防衛3                                  |
| 19           | 2011年12月31日 | ☆    | 3R 1:35  | TKO         | キャンベット・シッブーベット       | タイ         |                                            |
| 20           | 2012年6月20日  | ☆    | 12R      | 判定3-0     | マイケル・ランデロ                 | フィリピン   | OPBF防衛4→返上                             |
| 21           | 2012年12月31日 | ☆    | 12R      | 判定2-1     | ポンサワン・ポープラムック         | タイ         | WBA世界ミニマム級王座決定戦                |
| 22           | 2013年5月8日   | ☆    | 5R 2:22  | TKO         | カルロス・ベラルデ                 | メキシコ     | WBA防衛1                                   |
| 23           | 2013年9月11日  | ☆    | 12R      | 判定2-0     | ヘスス・シルベストレ               | メキシコ     | WBA世界ミニマム級王座統一戦 WBA防衛2→返上  |
| 24           | 2013年12月31日 | ★    | 3R 2:22  | KO          | ファーラン・サックリン・ジュニア   | タイ         |                                            |
| 25           | 2014年9月16日  | ☆    | 5R 1:09  | KO          | イカル・トビダ                     | インドネシア |                                            |
| 26           | 2014年12月31日 | ☆    | 3R 2:00  | TKO         | カジョンサック・ナッタポンジム     | タイ         |                                            |
| 27           | 2015年4月22日  | ☆    | 4R 1:22  | KO          | ナムポン・シッサイトーン           | タイ         |                                            |
| 28           | 2015年12月31日 | ☆    | 3R 2:19  | KO          | トンチャイレック・チャイヨンジム   | タイ         |                                            |
| 29           | 2016年8月31日  | ★    | 12R      | 判定0-3     | 田口良一 （ワタナベ）              | 日本         | WBA世界ライトフライ級タイトルマッチ        |
| 30           | 2021年12月16日 | ☆    | 3R 2:11  | TKO         | 寺次孝有希（ミサイル工藤）         | 日本         | 復帰戦                                     |
| 31           | 2022年4月29日  | ☆    | 8R       | 判定3-0     | 榮拓海（折尾）                     | 日本         |                                            |
| 32           | 2022年8月14日  | ★    | 1R 1:43  | TKO         | アサエル・ビリャル                 | パナマ       |                                            |
| 33           | 2022年11月27日 | △    | 8R       | 判定1-1     | 近藤冬馬（蟹江）                   | 日本         |                                            |
| 34           | 2023年4月1日   | ★    | 4R 3:07  | TKO         | 中村祐斗（市野）                   | 日本         |                                            |
| テンプレート |                |      |          |             |                                    |              |                                            |

## 獲得タイトル
- 第59回インターハイフライ級優勝
- 第32代日本ライトフライ級王座（防衛1=返上）
- 第31代OPBF東洋太平洋ライトフライ級王座（防衛4=返上）
- WBA世界ミニマム級王座（防衛2=返上）

## 受賞歴
- 堺市栄誉賞（2013年）[46]